# Flaviac
Flaviac és un municipi francès situat al departament de l'Ardecha i a la regió d'Alvèrnia-Roine-Alps. L'any 2007 tenia 1.107 habitants.

## Demografia

### Població
El 2007 la població de fet de Flaviac era de 1.107 persones. Hi havia 484 famílies de les quals 164 eren unipersonals (88 homes vivint sols i 76 dones vivint soles), 140 parelles sense fills, 144 parelles amb fills i 36 famílies monoparentals amb fills.
La població ha evolucionat segons el següent gràfic:
Habitants censats

### Habitatges
El 2007 hi havia 561 habitatges, 497 eren l'habitatge principal de la família, 26 eren segones residències i 38 estaven desocupats. 380 eren cases i 179 eren apartaments. Dels 497 habitatges principals, 306 estaven ocupats pels seus propietaris, 182 estaven llogats i ocupats pels llogaters i 9 estaven cedits a títol gratuït; 5 tenien una cambra, 53 en tenien dues, 87 en tenien tres, 146 en tenien quatre i 207 en tenien cinc o més. 352 habitatges disposaven pel capbaix d'una plaça de pàrquing. A 226 habitatges hi havia un automòbil i a 220 n'hi havia dos o més.

### Piràmide de població
La piràmide de població per edats i sexe el 2009 era:
| Homes | Edats   | Dones |
| ----- | ------- | ----- |
| 0     | 95 o +  | 0     |
| 0     | 90 a 94 | 12    |
| 0     | 85 a 89 | 4     |
| 8     | 80 a 84 | 20    |
| 8     | 75 a 79 | 8     |
| 24    | 70 a 74 | 24    |
| 32    | 65 a 69 | 44    |
| 16    | 60 a 64 | 20    |
| 16    | 55 a 59 | 16    |
| 48    | 50 a 54 | 40    |
| 40    | 45 a 49 | 68    |
| 60    | 40 a 44 | 48    |
| 48    | 35 a 39 | 36    |
| 32    | 30 a 34 | 28    |
| 52    | 25 a 29 | 48    |
| 24    | 20 a 24 | 20    |
| 52    | 15 a 19 | 24    |
| 28    | 10 a 14 | 28    |
| 40    | 5 a 9   | 36    |
| 24    | 0 a 4   | 28    |

## Economia
El 2007 la població en edat de treballar era de 755 persones, 540 eren actives i 215 eren inactives. De les 540 persones actives 494 estaven ocupades (263 homes i 231 dones) i 47 estaven aturades (18 homes i 29 dones). De les 215 persones inactives 89 estaven jubilades, 56 estaven estudiant i 70 estaven classificades com a «altres inactius».

### Ingressos
El 2009 a Flaviac hi havia 492 unitats fiscals que integraven 1.087,5 persones, la mediana anual d'ingressos fiscals per persona era de 18.008 €.

### Activitats econòmiques
Dels 41 establiments que hi havia el 2007, 1 era d'una empresa alimentària, 4 d'empreses de fabricació d'altres productes industrials, 15 d'empreses de construcció, 6 d'empreses de comerç i reparació d'automòbils, 2 d'empreses de transport, 2 d'empreses d'hostatgeria i restauració, 2 d'empreses immobiliàries, 3 d'empreses de serveis, 5 d'entitats de l'administració pública i 1 d'una empresa classificada com a «altres activitats de serveis».
Dels 20 establiments de servei als particulars que hi havia el 2009, 1 era una oficina de correu, 1 taller de reparació d'automòbils i de material agrícola, 1 autoescola, 4 paletes, 4 guixaires pintors, 2 fusteries, 3 lampisteries, 1 perruqueria, 2 restaurants i 1 agència immobiliària.
Dels 4 establiments comercials que hi havia el 2009, 1 era un supermercat, 1 una botiga de menys de 120 m², 1 una fleca i 1 una joieria.
L'any 2000 a Flaviac hi havia 11 explotacions agrícoles que ocupaven un total de 156 hectàrees.

## Equipaments sanitaris i escolars
El 2009 hi havia 1 escola maternal i 1 escola elemental.

## Poblacions més properes
El següent diagrama mostra les poblacions més properes.